# 托拉 (里瓦斯省)

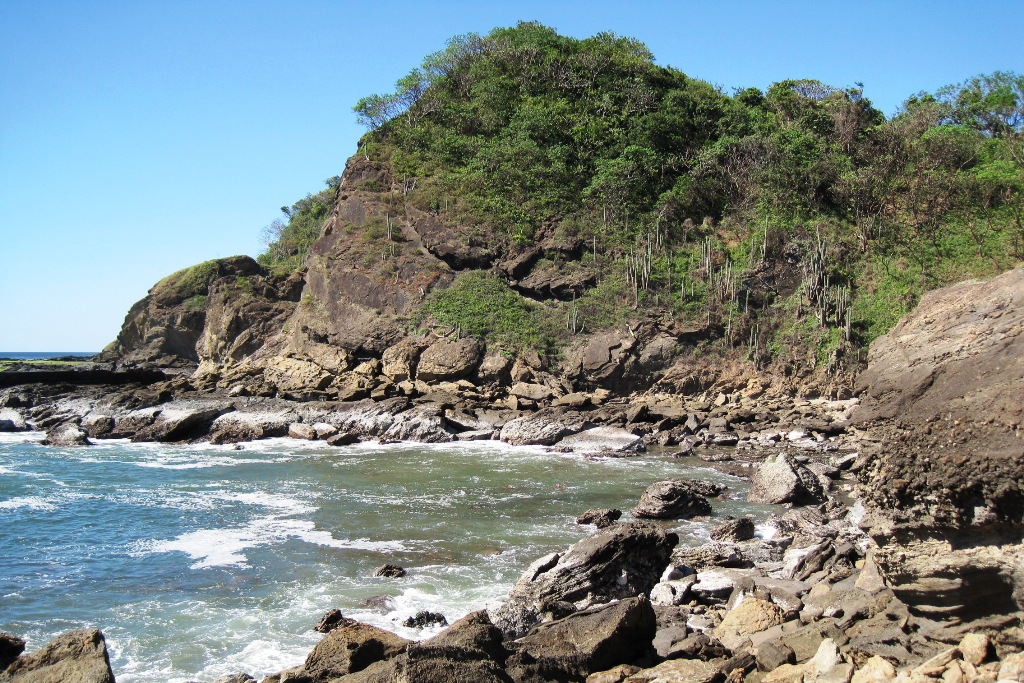

托拉（西班牙語：Tola），是尼加拉瓜的城鎮，位於該國西南部，由里瓦斯省負責管轄，始建於1750年，面積477平方公里，海拔高度38米，2005年人口22,012，人口密度每平方公里46.15人。
11°26′N 85°56′W / 11.433°N 85.933°W